# Pseudotmethis
Pseudotmethis is een geslacht van rechtvleugeligen uit de familie Pamphagidae. De wetenschappelijke naam van dit geslacht is voor het eerst geldig gepubliceerd in 1948 door Bey-Bienko.

## Soorten
Het geslacht Pseudotmethis omvat de volgende soorten:
- Pseudotmethis alashanicus Bey-Bienko, 1948
- Pseudotmethis brachypterus Li, 1986
- Pseudotmethis gansuensis Xi & Zheng, 1984
- Pseudotmethis rubimarginis Li, 1986
- Pseudotmethis rufifemoralis Zheng & He, 1996